# Jeanne de Montfort
Pour l’article homonyme, voir Jeanne de Montfort-Castres.
Titre
Princesse Consort de Hohenzollern
22 novembre 1700 – 20 octobre 1715
(14 ans, 10 mois et 28 jours)
Jeanne (Johanna Katharina) comtesse de Montfort, née le 9 octobre 1678 et morte à Sigmaringen le 26 janvier 1759, est une princesse-consort de la maison de Hohenzollern-Sigmaringen. Elle est la fille du comte Johann Anton Ier von Montfort-Tettnang (1635-1708) et de la comtesse Maria Viktorina von Spaur und Flavon (1651-1688).

## Biographie
Le 22 novembre 1700, Jeanne de Montfort épouse Meinrad II de Hohenzollern-Sigmaringen, alors prince régnant et devient dès lors princesse-consort de Hohenzollern-Sigmaringen.
Quatre enfants naissent de cette seconde union :
- Joseph (Joseph Franz Ernst Meinrad Karl Anton) de Hohenzollern-Sigmaringen, prince de Hohenzollern-Sigmaringen (Sigmaringen 24 mai 1702 - Haigerloch 8 décembre 1769) ;
- François Guillaume (Franz Wilhelm Nikolaus) de Hohenzollern-Sigmaringen, prince de Hohenzollern-Berg, (Sigmaringen 6 décembre 1704 - Boxmeer 23 février 1737) qui épouse à s'-Heerenberg le 10 mai 1724 Marie-Catherine, comtesse de Waldbourg-Zeil (Zeil 28 septembre 1702 - Boxmeer 24 février 1739), fille de Jean-Christophe, comte de Waldbourg-Zeil et de Marie-Françoise-Isabelle, comtesse de Montfort, dont trois enfants.
- Marie-Anne (Maria Anna Elisabeth) de Hohenzollern-Sigmaringen (Sigmaringen 30 septembre 1707 - Buchau 12 février 1783), religieuse à Buchau ;
- Charles (Karl Wolfgang Ludwig Anton) de Hohenzollern-Sigmaringen (Sigmaringen 31 octobre 1708 - Sigmaringen 13 décembre 1709).